# 佛山照明
佛山電器照明股份有限公司（深交所：000541/200541，简称：佛山照明/粤照明B）是中國一家主要開發及生產節能光管的公司，總部位於廣東省佛山市，為當時歐司朗旗下公司，於1958年成立。1993年，佛山电器照明在深圳證券交易所首家A、B股上市。現任董事長為鍾信才。
2011年，该公司主营业务收入为2260929873.55元，公司净利润为291660093.73元，公司总资产为3155554351.27元。其中佛山比重最高，工廠包括新鄉、杭州、青海等。持有廈門銀行（9.99%）。

## 主要股東
- 香港华晟控股有限公司13.47%
- 香港佑昌灯光器材有限公司10.50%

## 外部連結
- 佛山電器照明股份有限公司 （页面存档备份，存于）
- 佛山照明 （页面存档备份，存于） - 新浪财经频道